# Parviz Meshkatian

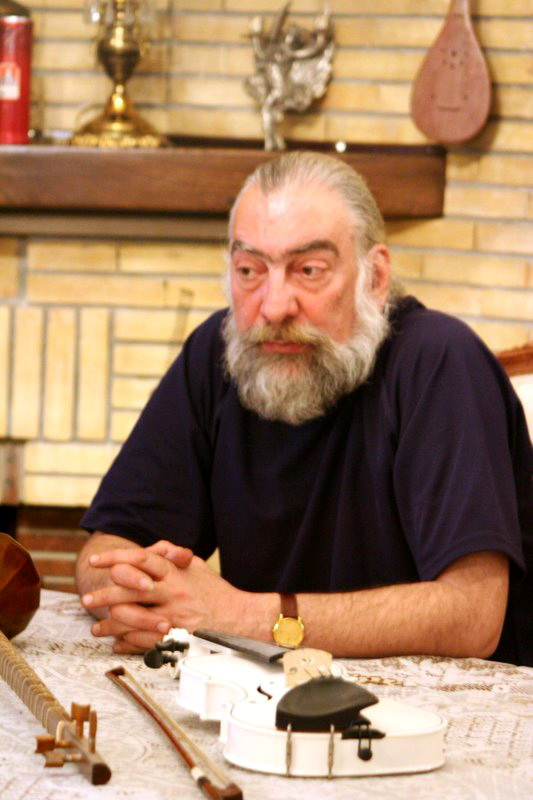
Parviz Meshkatian

Parviz Meshkatian (Perzisch: پرویز مشکاتیان) (Nisjapoer, 15 mei 1955 - Teheran, 21 september 2009)  was een Iraans componist en muzikant.
Zijn vader, een tär- en santoor-virtuoos bracht hem de eerste beginselen van muziek bij, waarna hij een muziekopleiding aan de faculteit voor schone kunsten volgde, waar hij het klassieke repertoire (radif, santoor en setâr) leerde spelen.
Parviz Meshkatian werd leraar santoor aan het "centrum voor de bescherming en de verspreiding van de traditionele Perzische muziek" in Teheran en ging nadien bij de Iraanse radio en televisie werken.
Vanaf 1977 was hij zelfstandig muziekleraar en begeleidde hij met zijn "Ensemble Aref" bekende zangers,zoals Mohammad Reza Shadjarian. Hij was ook de oprichter van het "Ensemble Sheyda". In 1982 publiceerde Meshkatan 20 stukken voor santoor en sindsdiens onderwees hij muziek aan de universiteit van Teheran.

## Discografie
- solo:
  - Dawn (1996)
- met Mohammad Reza Shadjarian & Nâsser Farhangfar: 
  - Aastaan e Jaanaan (1982)
- met Mohammad Reza Shadjarian & Ensemble Aref:
  - Bidaad (1985)
  - Nava - Morakkab Khani (1986)
  - Dastan (1987)
  - Iran, Dastgah Chahargah (1991)

- Bibliothèque nationale de France: cb14206336b (data)
- Gemeinsame Normdatei: 13476790X
- International Standard Name Identifier: 0000 0000 7138 8285
- Library of Congress Control Number: no2001024001
- MusicBrainz: 2c418d1b-7d4d-45a0-9c7f-705ef4f6d6a1
- Virtual International Authority File: 100316329